# فيليمير يوفانوفيتش
فيليمير يوفانوفيتش هو لاعب كرة قدم صربي في مركز الهجوم، ولد في 25 أغسطس 1987 في نيش في صربيا. لعب مع إنيرجي كوتبوس وساتشسين لايبزيغ وكارل زايس يينا ونادي ماغديبورغ.

## وصلات خارجية
- فيليمير يوفانوفيتش على موقع قاعدة بيانات كرة القدم.إي يو (الإنجليزية)
- فيليمير يوفانوفيتش على موقع بيانات كرة القدم. دي إي (الألمانية)
- فيليمير يوفانوفيتش على موقع Soccerway.com (الإنجليزية)
- فيليمير يوفانوفيتش على موقع عالم كرة القدم.نت (الإنجليزية)